# ترواد
ترواد (به سوئدی: Tråvad) یک سکونتگاه مسکونی در سوئد است که در وارا مونیکیپلیتی واقع شده‌است.

## خصوصیات
ترواد ۰٫۷۴ کیلومترمربع مساحت و ۴۴۸ نفر جمعیت دارد.